# Živá socha

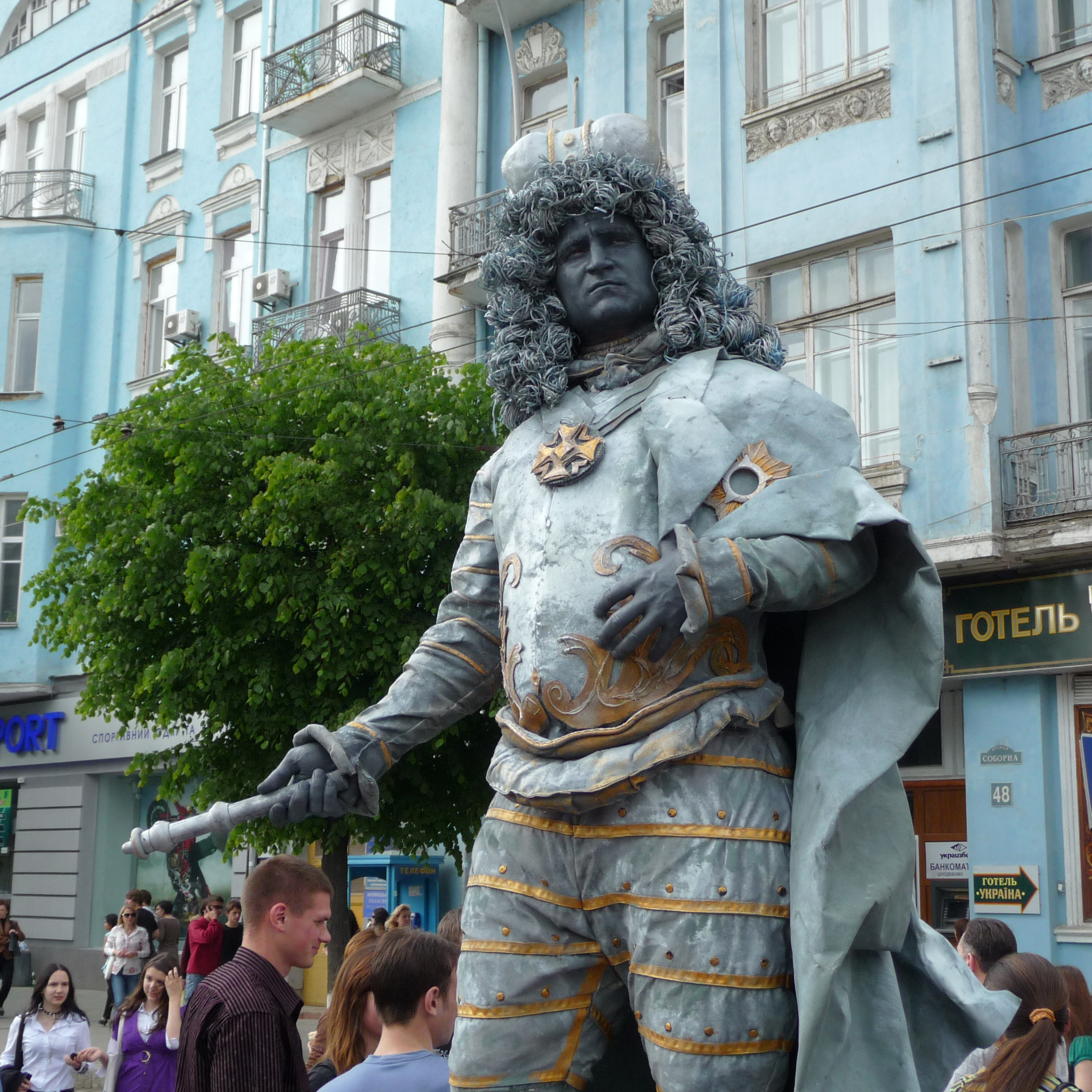
Živá socha

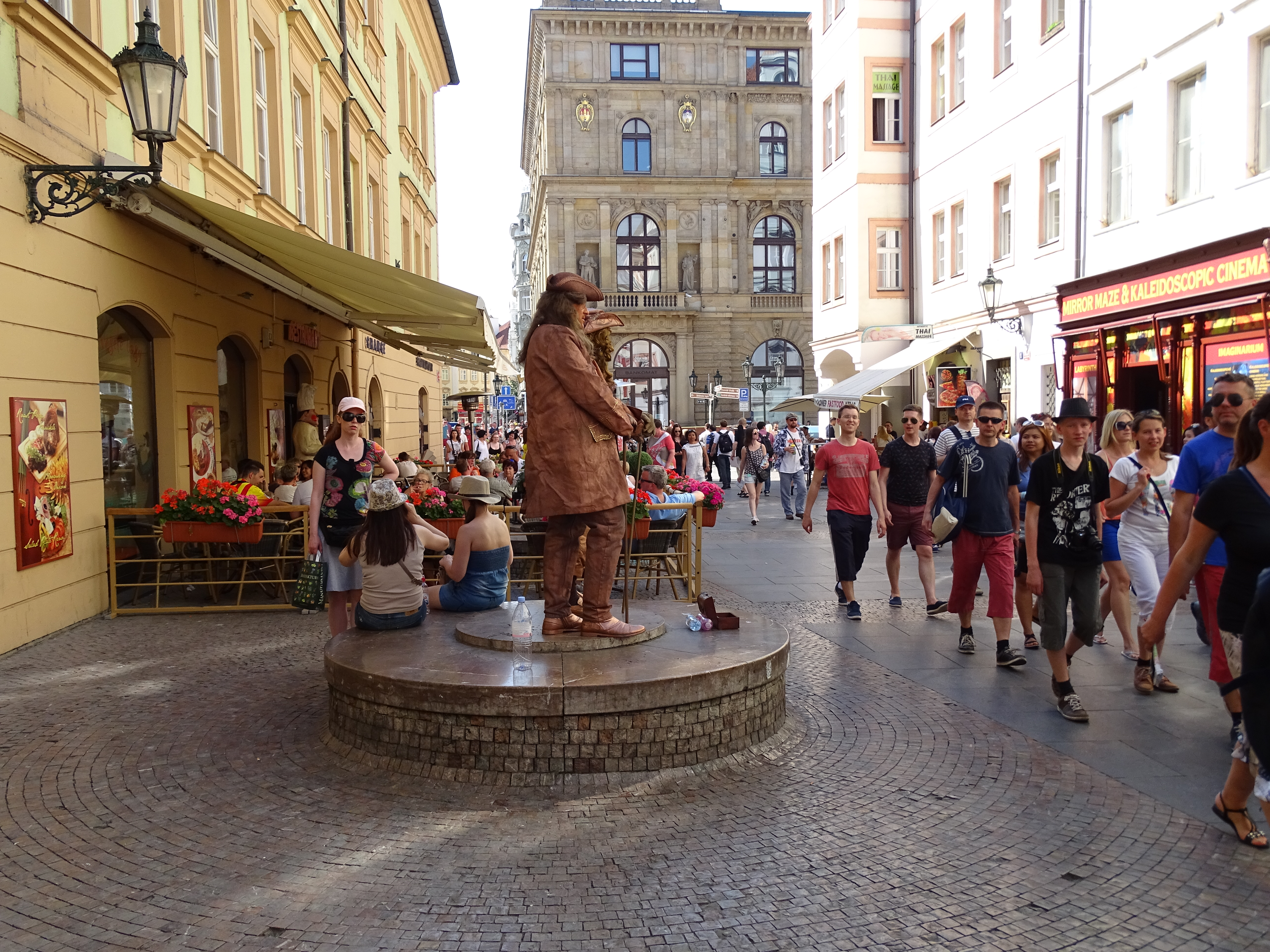
Živá socha v ulici Na Můstku v Praze

Živá socha je zvláštním druhem mimického umění.
Živou sochu představuje člověk, který je oděn do šatů příslušné barvy nebo také nabarven speciální barvou tak, že působí jako socha. Obvykle však mění svou podobu, pozici a také v rámci představení „ožívá“.